# Kleopatra (Alchemistin)
Kleopatra die Alchemistin war eine spätantike Alchemistin aus Ägypten (Alexandria), bekannt für ihr alchemistisches Werk Chrysopoeia (griechisch für Goldmachen). Ihre genaue Lebenszeit ist unbekannt; sie wird vom 1. bis ins 3. und 4. Jahrhundert eingeordnet. Sie wird mit der Schule von Maria der Jüdin in Verbindung gebracht. Der Name ist höchstwahrscheinlich ein Pseudonym.

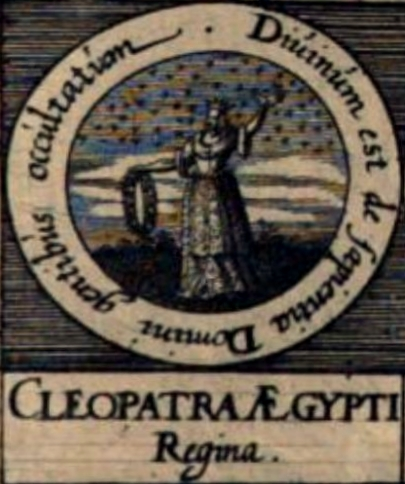
Kleopatra die Alchemistin, Abbildung aus Johann Daniel Mylius, Basilica philosophica 1618

Ihr Text wurde bis ins späte Mittelalter von Alchemisten benutzt. Michael Maier zählt sie zu den vier Frauen, die die Herstellung des Steins der Weisen beherrschten (neben Maria der Jüdin, Medera, Taphnutia). Sie wird auch im arabischen Kitab-al-Fihrist von Ibn an-Nadīm lobend erwähnt.
Ihr Werk Chrysopoeia ist in einer Handschrift aus dem 10. oder 11. Jahrhundert in der Biblioteca Marciana in Venedig erhalten (Codex marcianus graecus 299). Ein weiteres Exemplar befindet sich in Leiden. In dem Buch sind mystisch-philosophische und experimentelle Elemente der Alchemie vermischt. Es finden sich Bilder alchemistischer Geräte, zum Beispiel zur Destillation (wie Formen des Alambic) und Beschreibungen zur Herstellung von Elixieren. Darin findet sich auch das Bild einer Schlange, die sich selbst in den Schwanz beißt (Ouroboros) als Symbol des Eins ist Alles (hen to pan). Der Text ist als Dialog verfasst. Die Herstellung von Metallen wird mit Schwangerschaft und Geburt verglichen und die Beziehung des Alchemisten und Philosophen zu seinem Werk mit der einer Mutter, die ihr Kind nährt.

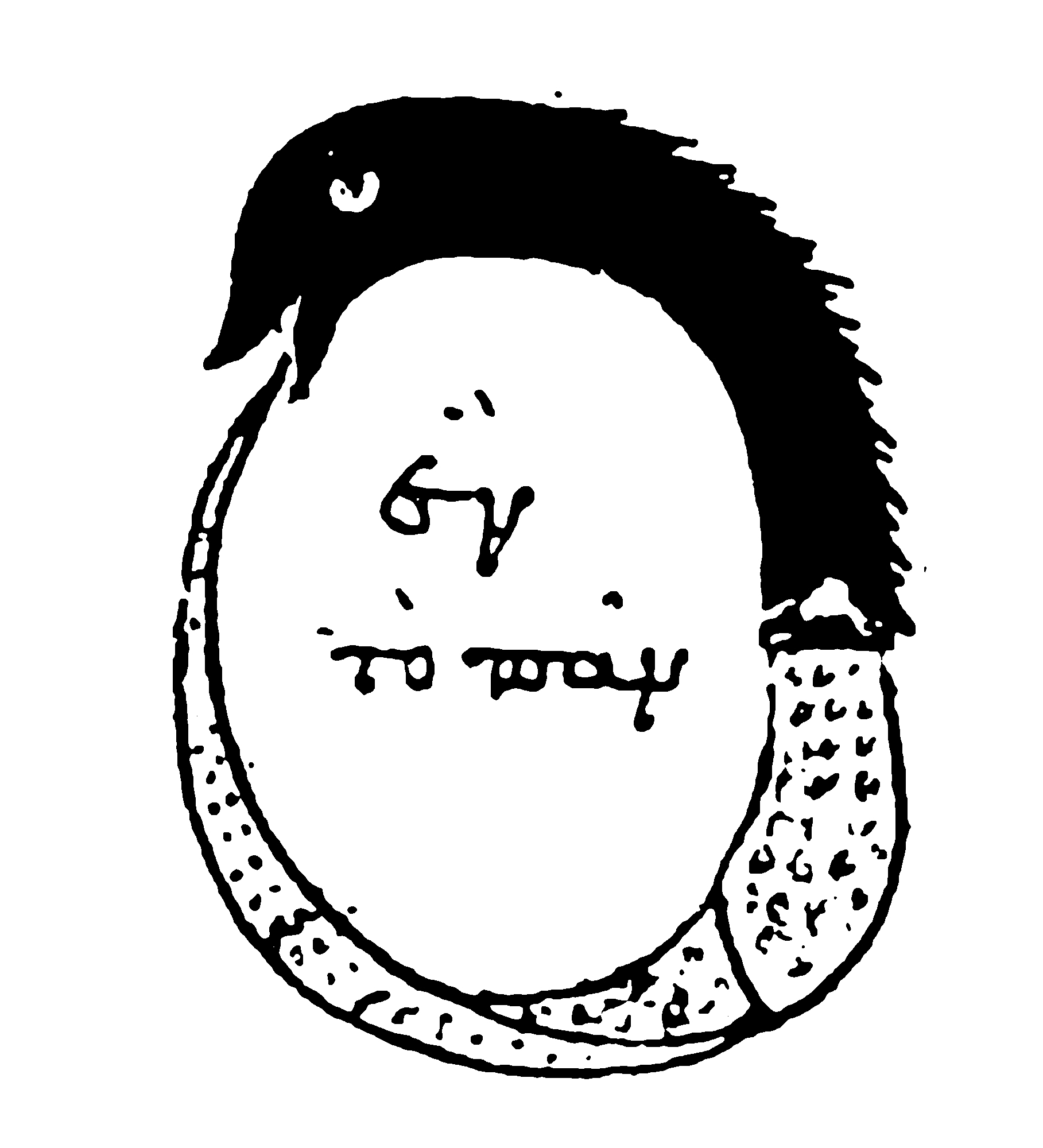
Ouroboros aus der Chrysopeia

Sie wird manchmal mit Kleopatra der Ärztin verwechselt, die von Hippokrates erwähnt wird.